# ارسون یانال
ارسون یانال (ترکی استانبولی: Ersun Yanal؛ زادهٔ ۱۷ دسامبر ۱۹۶۱) مربی فوتبال اهل ترکیه است.
وی سابقه مربی‌گری در تیم‌هایی همچون آنکاراگوچو، گنچلربیرلیغی، ترابزون‌اسپور، اسکی‌شهراسپور، فنرباغچه، ترابزون‌اسپور و تیم ملی فوتبال ترکیه را در کارنامه دارد.